# Daichi Takatani
Daichi Takatani (n. 22 noiembrie 1994, Kyotango, Prefectura Kyoto, Japonia) este un luptător ce a reprezentat Japonia, medaliat olimpic. A participat la 1 ediție a Jocurilor Olimpice (2024) în care a câștigat 1 medalie de argint.